# Angelica anomala
Angelica anomala är en flockblommig växtart som beskrevs av Avé-lall. Angelica anomala ingår i släktet kvannar, och familjen flockblommiga växter. Inga underarter finns listade i Catalogue of Life.